# Бассейновый округ
Бассейновый округ — основная единица управления в области использования и охраны водных объектов России, которая состоит из речных бассейнов и связанных с ними подземных водных объектов и морей. Бассейновые округа в России появились в 2006 году в связи с принятием нового Водного кодекса.
В соответствии со статьёй 28 Водного кодекса в Российской Федерации установлен двадцать один бассейновый округ:
1. Балтийский бассейновый округ;

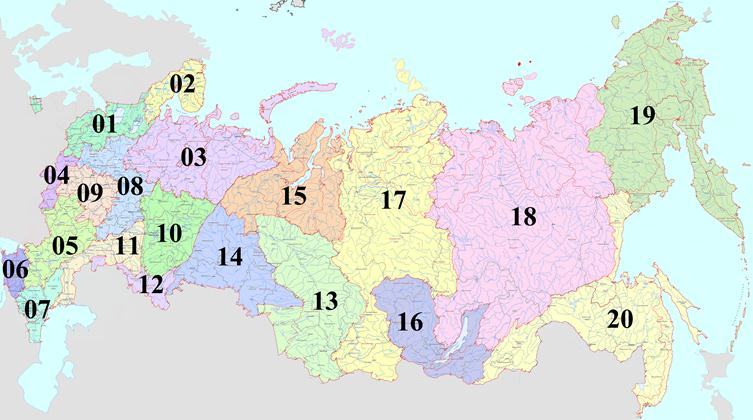
20 бассейновых округов России (согласно приказу Минприроды от 11 октября 2007 года № 265). См. также подробную карту.

2. Баренцево-Беломорский бассейновый округ;
3. Двинско-Печорский бассейновый округ;
4. Днепровский бассейновый округ;
5. Донской бассейновый округ;
6. Кубанский бассейновый округ;
7. Западно-Каспийский бассейновый округ;
8. Верхневолжский бассейновый округ;
9. Окский бассейновый округ;
10. Камский бассейновый округ;
11. Нижневолжский бассейновый округ;
12. Уральский бассейновый округ;
13. Верхнеобский бассейновый округ;
14. Иртышский бассейновый округ;
15. Нижнеобский бассейновый округ;
16. Ангаро-Байкальский бассейновый округ;
17. Енисейский бассейновый округ;
18. Ленский бассейновый округ;
19. Анадыро-Колымский бассейновый округ;
20. Амурский бассейновый округ;
21. Крымский бассейновый округ.

В рамках бассейновых округов создаются бассейновые советы, в состав которых включаются представители федеральных органов исполнительной власти, органов государственной власти субъектов Российской Федерации, органов местного самоуправления, а также могут включаться представители водопользователей, общественных объединений, общин коренных малочисленных народов Севера, Сибири и Дальнего Востока Российской Федерации.